# Plataforma MEB

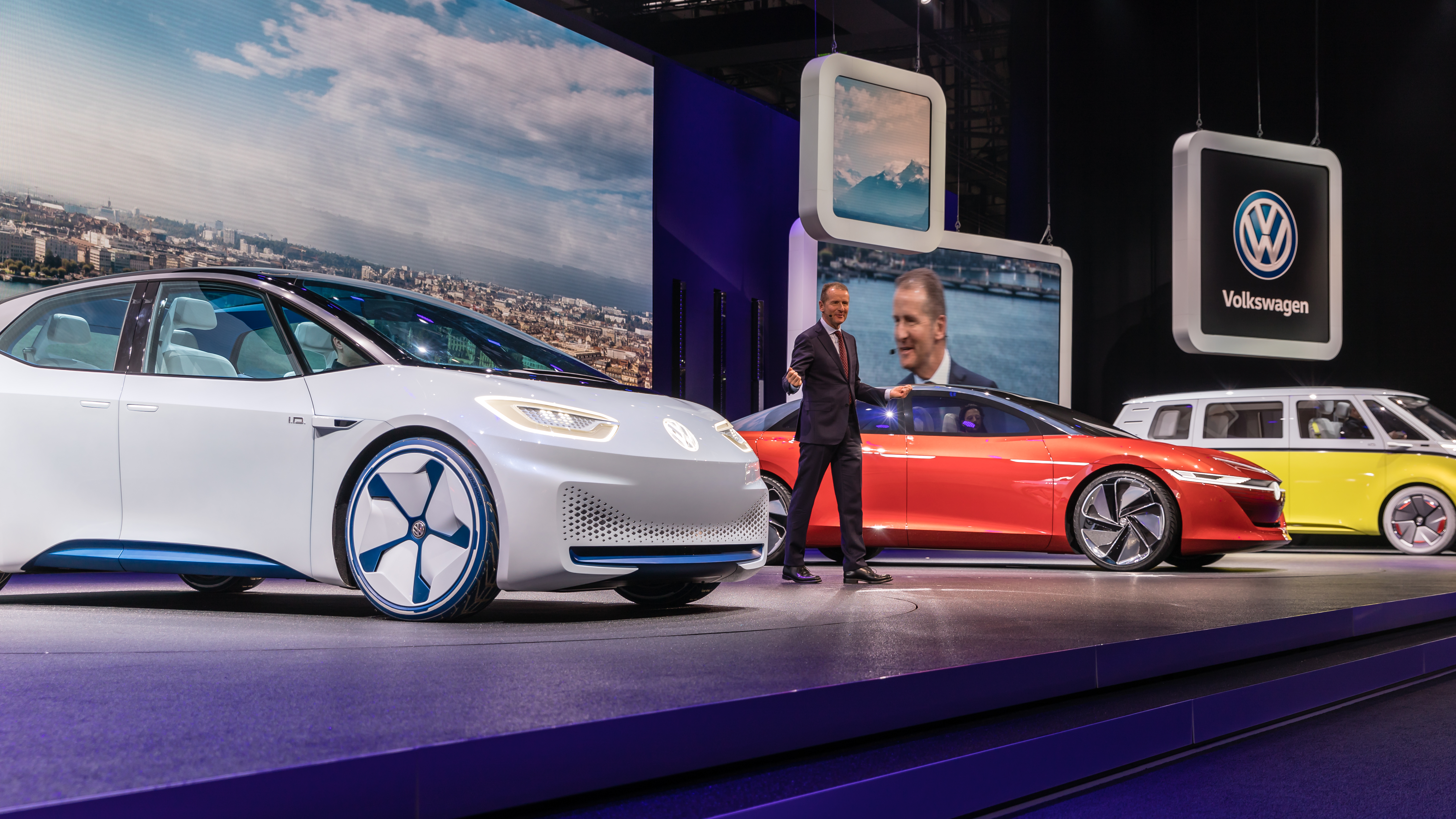
Herbert Diess, Presidente de Volkswagen AG, presentando algunos autos concepto MEB de la familia ID en el Salón del Automóvil de Ginebra de 2018

La sigla MEB simboliza el «bloque de construcción modular de propulsión E» (en alemán: Modulare E-Antriebs-Baukasten), que es una plataforma de automóvil del Grupo Volkswagen que se desarrolla para varios vehículos eléctricos del consorcio desde 2015.
En el marco de la alianza entre el Grupo Volkswagen y Ford Motor Company para el uso compartido de tecnología, Ford podrá echar mano de la plataforma MEB de Volkswagen para desarrollar como mínimo un vehículo eléctrico, que llegaría a Europa en el 2023. La alianza también tendría el objetivo de desarrollar tecnología de manera conjunta y a través de su inversión en la filial de movilidad autónoma Argo, reduciendo así los costes para ambos fabricantes.

## Objetivo y enfoque
De la misma manera que con el bloque de construcción transversal modular (MQB), con la plataforma MEB se deben optimizar la eficiencia y la flexibilidad de la fabricación de automóviles, y se debiese apoyar particularmente las exigencias específicas de la movilidad eléctrica. Este debiese ayudar a reducir los costos de producción y poder ofrecer automóviles eléctricos al mercado de consumo.
La plataforma MEB no debería sustituir a la MQB, sino complementarla.
La plataforma MEB está caracterizada por muchos temas, que van desde la construcción mecánica y de vehículos, hasta aspectos de diseño y arquitectura interior, así como digitalización, conectividad y alcanzar la conducción autónoma, en las cuales siempre se considere como premisa puramente la propulsión eléctrica.

## Aplicaciones
Aunque es posible construir autos eléctricos con base en la plataforma MQB (aunque sin poder utilizar la parte delantera de la MEB) no se pueden construir autos con base en la plataforma MEB con motor de combustión, sino exclusivamente autos eléctricos puros.

## Vehículos
Todos los automóviles eléctricos de Volkswagen que están disponibles hasta ahora (e-Golf, e-up!), estaban basados en la plataforma MQB. En un primer momento todos los autos eléctricos de VW futuros se construirán sobre la plataforma MEB, particularmente la Familia ID.

### Audi

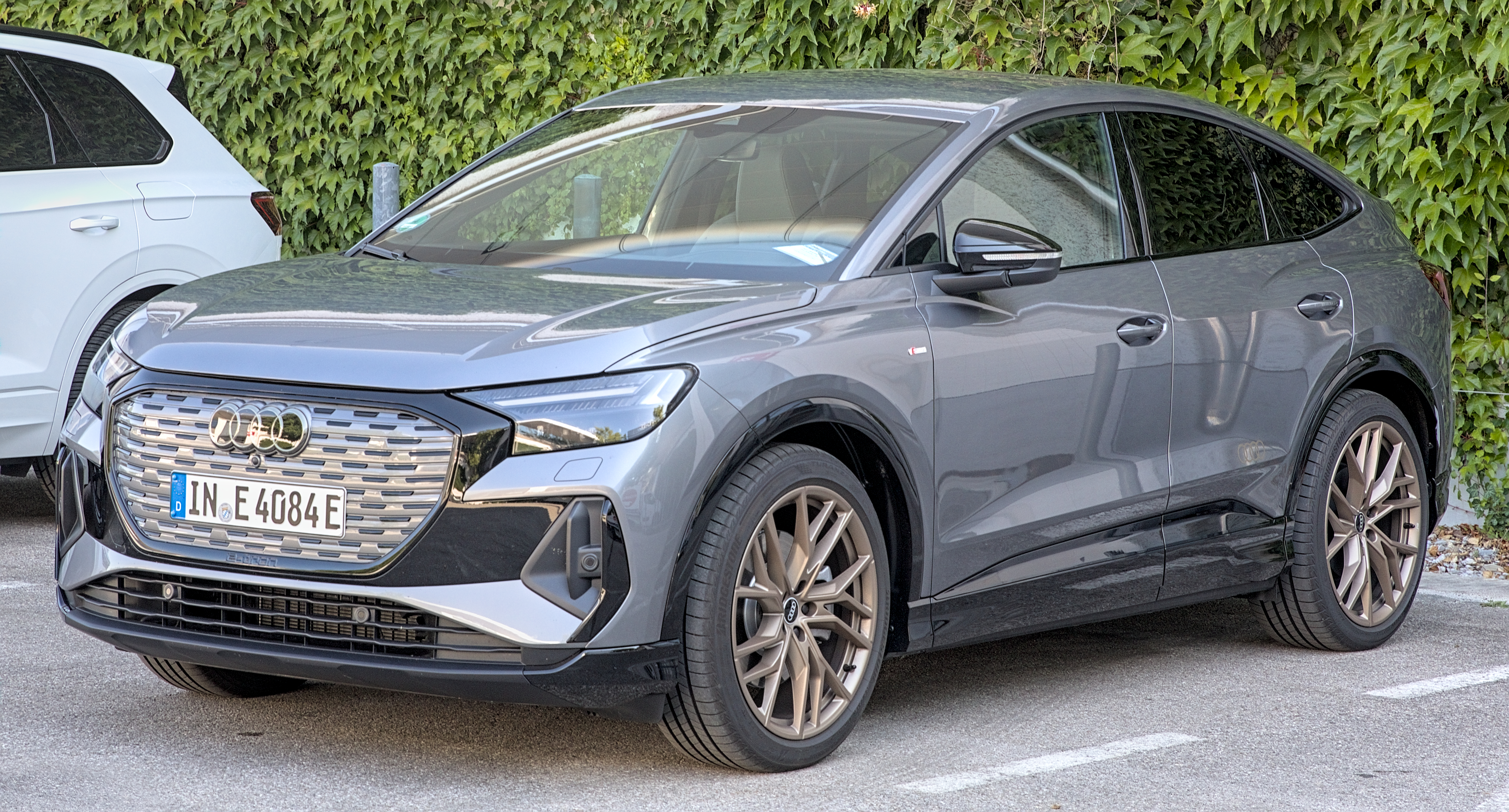
Audi Q4 Sportback e-tron

- Audi Q4 e-tron

### CUPRA

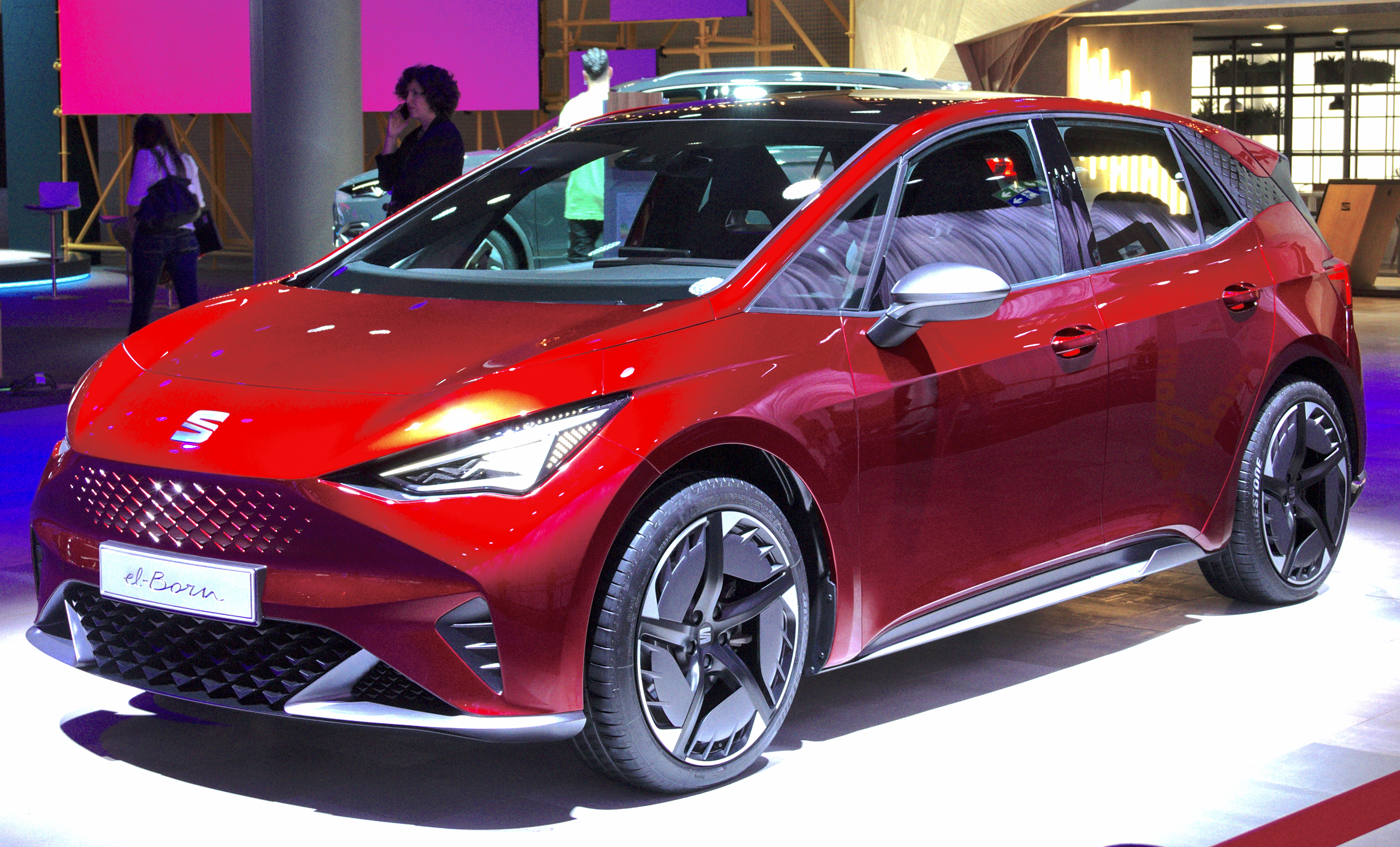
Prototipo del CUPRA el-Born

- CUPRA el-Born
- Cupra Tavascan

### Škoda
- Škoda Enyaq

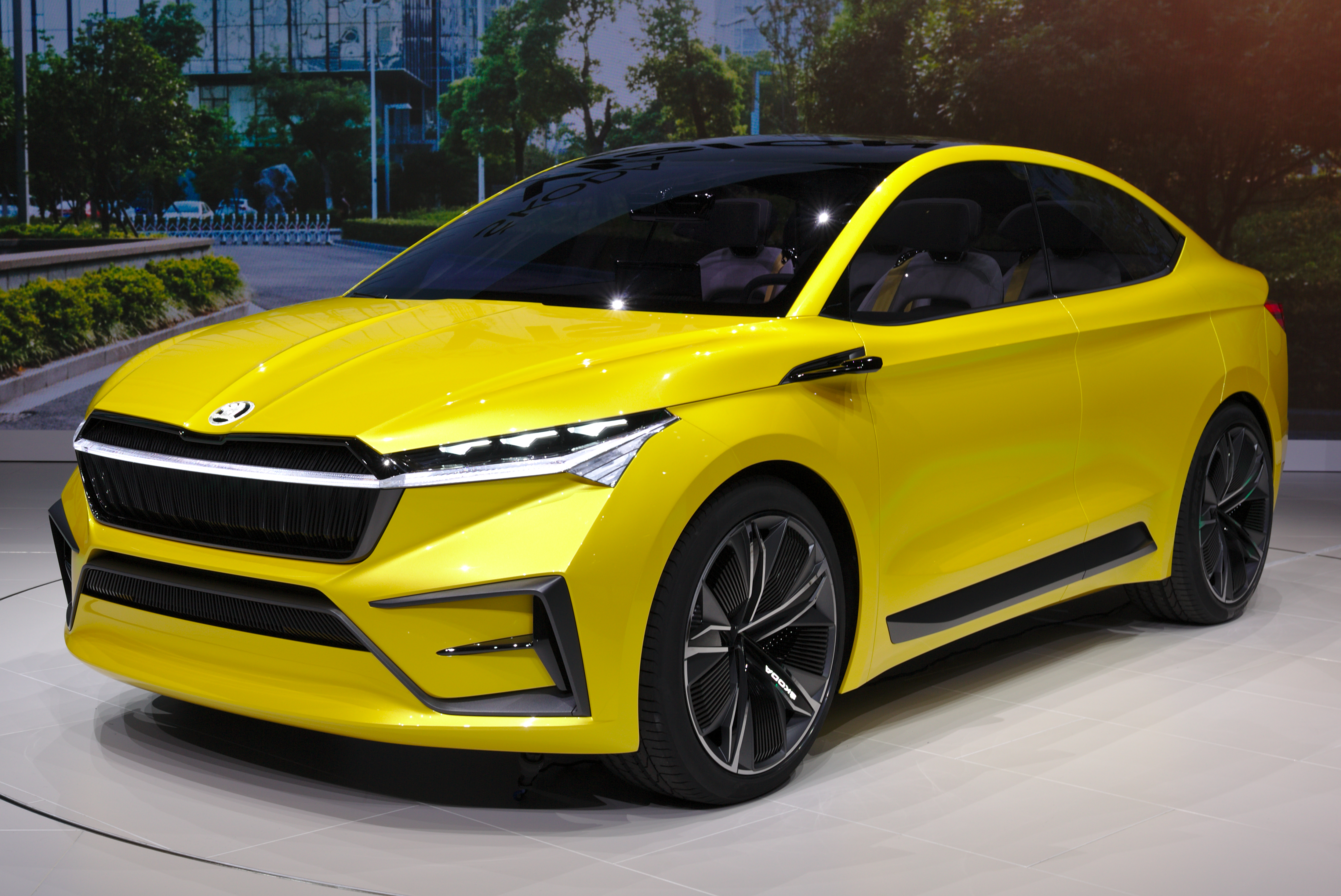
Prototipo del Škoda Enyaq

- Modelo hatchback MEB para el 2022.[6]

### Volkswagen

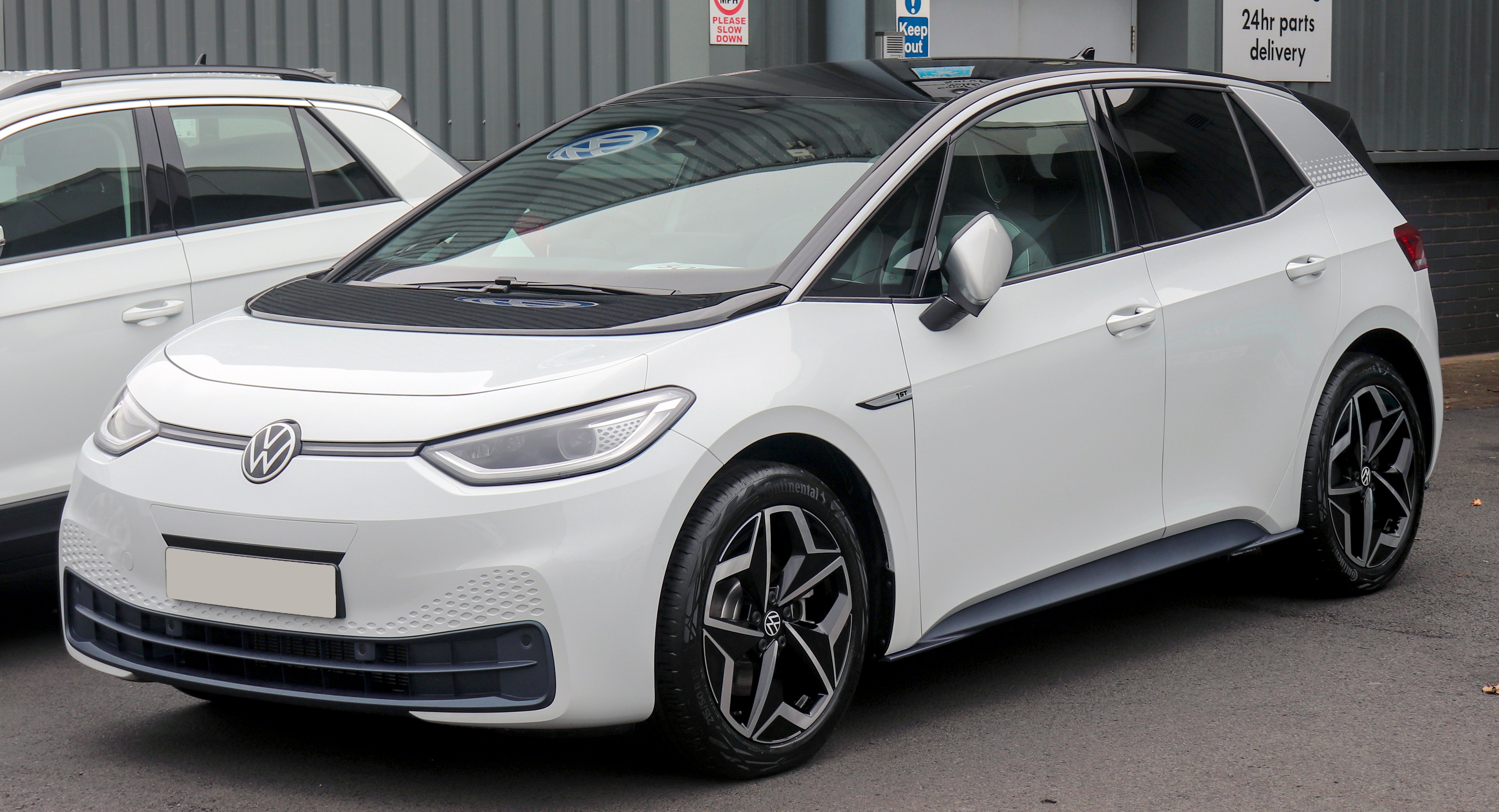
Volkswagen ID.3

- Budd-E
- Volkswagen ID.3
- Volkswagen ID.4
- ID. Buzz
- ID. Crozz
- ID. Vizzion
- ID. Buggy
- ID. Roomzz[7]

## Plataforma PPE
Audi y Porsche están desarrollando en conjunto la Plataforma PPE (Premium Platform Electric) para los modelos más grandes. Se usará en la siguiente generación de carros eléctricos a partir de 2021 con el Mission E de Porsche y el SUV E-tron Quattro de Audi que están planeados para entrar en producción en 2019 o 2020.